# Алберт Сити
Алберт Сити (енгл. Albert City) град је у америчкој савезној држави Ајова. По попису становништва из 2010. у њему је живело 699 становника.

## Демографија
Према попису становништва из 2010. у граду је живело 699 становника, што је -10 (-1.4%) становника више него 2000. године.
| Група             | 2000.       | 2010.       |
| Белци             | 697 (98,3%) | 672 (96,1%) |
| Афроамериканци    | 0 (0,0%)    | 1 (0,1%)    |
| Азијати           | 1 (0,1%)    | 1 (0,1%)    |
| Хиспаноамериканци | 4 (0,6%)    | 21 (3,0%)   |
| Укупно            | 709         | 699         |